# Токарєв Віталій Аристархович
Віталій Аристархович Токарєв (нар. 5 травня 1922, Українська РСР) — радянський футбольний тренер.

## Життєпис
У 1968—1969 році займав посаду директора клубу «Спартак» (Івано-Франківськ). На початку 1969 року після звільнення Мирослава Думанського до літа виконував обов'язки головного тренера франківського «Спартака». Потім тривалий час працював президентом Федерації футболу Івано-Франківської області.